# Pochwa (anatomia)

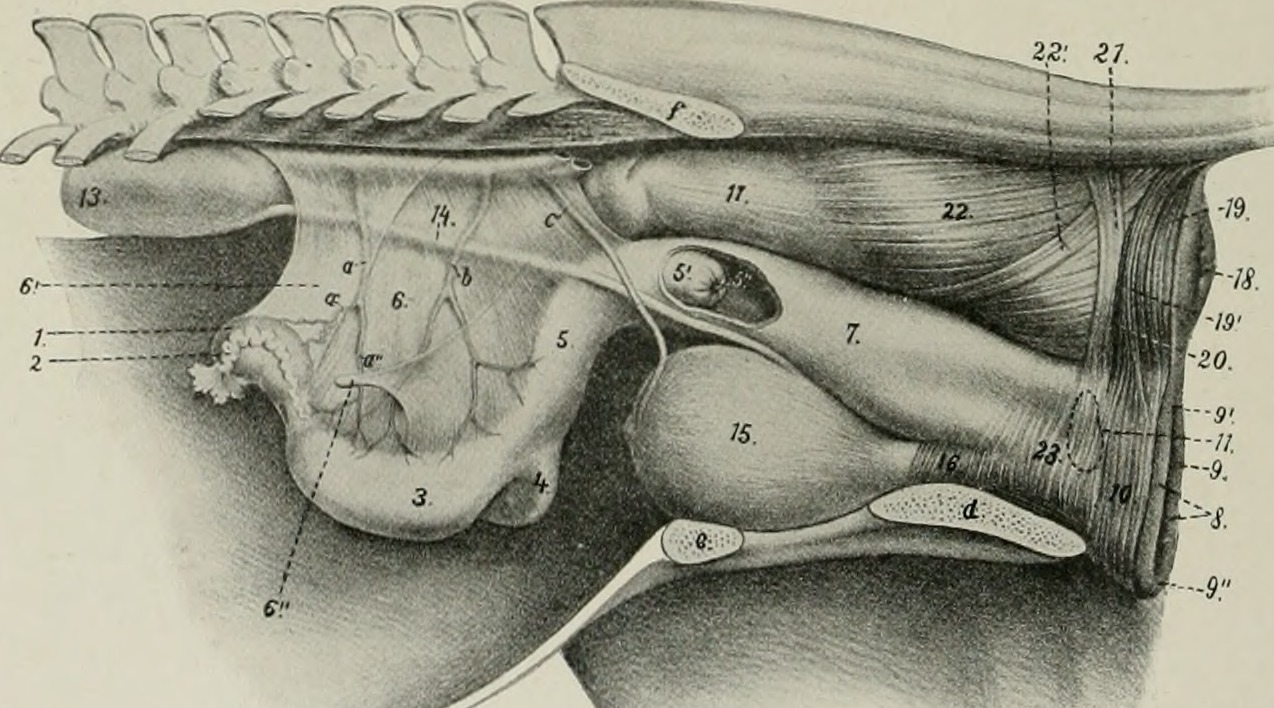
Układ płciowy klaczy: 7 – pochwa

Pochwa, wagina (łac. vagina) – końcowy odcinek żeńskiego układu rozrodczego różnych zwierząt. Pochwa otwiera się bezpośrednio na zewnątrz, do kloaki lub do zatoki moczowo-płciowej.
U nicieni pochwa dzieli się na dwa odcinki: vagina uterina i kutykularną vagina vera. U torbaczy każdy jajowód kończy się własną pochwą, które otwierają się do zatoki moczowo-płciowej, a powyżej ujścia łączą w zatokę pochwową (sinus vaginalis). U łożyskowców jajowody kończą się wspólną pochwą. U większości ssaków pochwa to mięśniowo-błoniasty, silnie rozciągliwy i elastyczny przewód, stanowiący połączenie między macicą a przedsionkiem pochwy. Jest końcowym odcinkiem dróg rodnych u kobiet i samic ssaków; przedłużenie macicy; u dziewiczych kobiet i niektórych samic ujście pochwy osłania błona dziewicza. Najwęższa w swojej dolnej części stopniowo się rozszerza. Pochwa stanowi miejsce wprowadzenia nasienia, obejmując prącie w czasie kopulacji oraz drogę, którą wydostaje się płód podczas porodu, a także drogę odpływu krwi menstruacyjnej. Powstaje z połączenia części dystalnych przewodów przyśródnerczowych (przewodów Müllera).

## Pochwa u człowieka
Pochwa u kobiety ma długość od 5 do 14 cm (zazwyczaj 6 do 8 cm). W części środkowej ma około 2 do 3 cm szerokości.